# El professional
El professional (títol original en francès: Léon; títol internacional en anglès: Léon: The Professional) és una pel·lícula francesa de drama estrenada en 1994. Va ser escrita i dirigida per Luc Besson i interpretada per Jean Reno, Gary Oldman i Natalie Portman. Léon presenta Natalie Portman en el seu primer paper cinematogràfic. Ha estat doblada al català.

## Argument
Un assassí a sou, Léon (interpretat per l'actor Jean Reno), es veu embolicat en un problema en salvar-li la vida a una nena anomenada Mathilda (Natalie Portman) que es troba comprant en el moment en què uns agents corruptes de la divisió antinarcòtics del Departament de Policia de la ciutat de Nova York (NYPD) massacren a la seva pròpia casa a tots els membres de la seva família per problemes de droga. Aquests policies tenen com a cap a Norman Stansfield (Gary Oldman). Mathilda li demana a Léon que li ensenyi a fer el seu treball; després de certs dubtes, Léon accepta. La pel·lícula es converteix en un veritable drama quan la nena s'enamora del seu salvador i decideix venjar-se dels culpables de la mort de l'únic membre de la seva família que apreciava de debò: el seu germà petit.

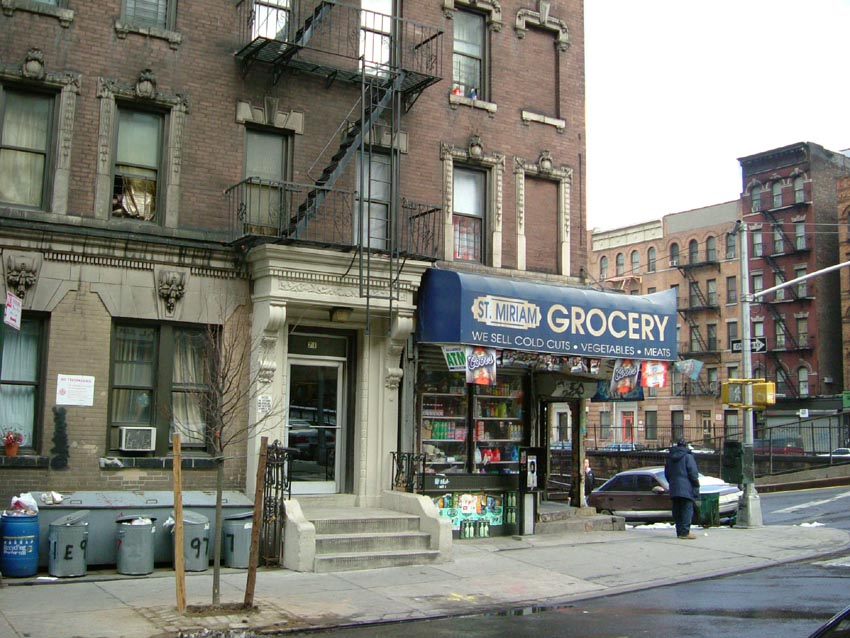
L'edifici d'apartaments de Léon i Mathilda al cantó nord-oest de la E 97th St & Park Avenue (febrer de 2005).

## Repartiment
- Jean Reno: Leone "Léon" Montana
- Gary Oldman: Norman Stansfield
- Natalie Portman: Mathilda Lando
- Danny Aiello: Tony
- Michael Badalucco: Pare de Mathilda
- Ellen Greene: Mare de Mathilda
- Peter Appel: Malky
- Willi One Blood: Blood
- Don Creech: Neal
- Adam Busch: Manolo
- Keith A. Glascoe: Benny
- Randolph Scott: Jordon
- Elizabeth Regen: Germana de Mathilda
- Carl J. Matusovich: Germà de Mathilda
- Frank Senger: Fatman
- Lucius Wyatt Cherokee: Ximple
- Maïwenn: La noia rossa

## Producció
El professional en certa manera és una expansió d'una idea d'una pel·lícula anterior de Besson, Nikita (1990). A Nikita, Jean Reno interpreta un personatge similar anomenat Victor. Besson va descriure a Léon així: «Potser ara Jean està interpretant al cosí nord-americà de Victor. Aquesta vegada és més humà».
Mentre que la majoria de les escenes interiors van ser filmades a França, la resta de la pel·lícula va ser filmada a l'Stevens Institute of Technology de Nova Jersey.

## Rebuda

### Crítica
El professional va rebre crítiques positives. Fins al setembre de 2012, la pel·lícula manté una puntuació «fresc» en Rotten Tomatoes, amb un percentatge de 79% sobre 42 ressenyes, i el consens diu: «Tenint com a eix la relació poc comuna entre un experimentat assassí a sou i el seu aprenent de 12 anys —una aparició reeixida de la jove Natalie Portman—, Léon de Luc Besson és un thriller amb estil i estranyament commovedor».
Mark Salisbury de la revista Empire li va donar cinc estrelles sobre cinc, i va comentar: «Desborda estil, enginy i confiança en cada engranatge i, oferint una perspectiva vertiginosa i fresca de la Gran Poma que solament Besson pot oferir, és, en una paraula, meravellosa». Mark Deming, de Allmovie, li va donar a la pel·lícula quatre estrelles sobre cinc, descrivint-la com «tan estilística visualment com a violenta gràficament», i amb una «ferma actuació de Jean Reno, un sorprenent debut de Natalie Portman i un nombre excessiu, que odies o estimes, de Gary Oldman». Richard Schickel, de la revista Time, va elogiar la pel·lícula, escrivint: «Aquesta és una pel·lícula a l'estil processador de menjar, que barreja ingredients comuns i absurds, fent d'alguna cosa estranya, possiblement de mal gust, alguna cosa sense cap dubte enlluernador». També va descriure l'actuació d'Oldman com l'agent de la DEA Norman Stansfield com «meravellosament psicòtica».